# Juan Pablo Machado
Juan Pablo Machado ist ein französischer Künstler, der vor allem für seine Arbeit als Animator auf dem YouTube-Kanal Lofi Girl bekannt wurde.

## Leben
Machado stammt aus Kolumbien und studierte an der École Émile-Cohl.
Im Jahr 2017 erhielt er über seine Schule eine Ausschreibung des YouTube-Kanals ChilledCow, der Lo-Fi-Musik streamt. Der Gründer des Kanals wollte ein Anime „einer Studentin, die mit ihren Kursen beschäftigt ist und ein Miyazaki-ähnliches Aussehen hat“. Machado selbst gab zu: „Ich wusste nichts über Hip-Hop-Lofi und auch meinen Stil habe ich nicht aus der japanischen Animation. Ich habe das als Herausforderung gesehen“. Die Animation wurde am 2. März 2018 von Machado auf seinem Blog veröffentlicht.
Im Jahr 2018 verließ Machado die Schule. Im Jahr 2023 produzierte er das Video Memories von Sandór Waïss.
Er betreute auch die Animation der zweiten Staffel von Genndy Tartakovskys Primal und A Brush with Fate (2024).